# 羅伯特·厄普肖
羅伯特·雷德杰尔·厄普肖三世（1994年1月5日—）為美國男子籃球運動員，場上位置為中鋒，現效力於全国男子篮球联赛江西鲸裕清酒。

## 生平
厄普肖來自美國加利福尼亚州弗雷斯诺，出身聖華金高中，2011年11月承諾進入堪薩斯州立大學，2012年3月因為堪薩斯州立大學的教練離隊而重啟申請大學的程序，2012年4月選擇進入家鄉當地的加州州立大學弗雷斯諾分校就讀，2013年8月因違反隊規遭到校隊開除，2013年9月轉學到華盛頓大學，2013-14賽季由於NCAA規定無法代表華盛頓大學出賽，2015年1月因違反隊規遭到校隊開除。
2022年11月，T1聯盟臺南台鋼獵鷹宣布厄普肖加盟事宜，中文登錄名為「阿修羅」。2023年4月厄普肖繳出場均26.3分、10.7籃板、5助攻、1.3阻攻的表現，在5月3日獲選T1聯盟2022-23賽季4月最佳外援。
2023年7月4日，厄普肖加盟全國男子籃球聯賽陝西信達。7月24日，臺南台鋼獵鷹宣布與厄普肖完成續約。8月因腳踝受傷導致NBL賽季報銷。10月28日，厄普肖在T1聯盟2023-24賽季開幕戰替補上陣，上場13分鐘繳出0分、4籃板。11月20日，臺南台鋼獵鷹宣布與厄普肖達成離隊共識。
2024年8月31日，厄普肖加盟台灣職業籃球大聯盟桃園台啤永豐雲豹。12月19日，桃園台啤永豐雲豹宣布與厄普肖提前結束合作關係，本季出賽六場繳出場均10分、3.8籃板的成績。

## 生涯數據

### T1聯盟
例行賽
| 賽季    | 球隊         | GP | MPG   | 2P%  | 3P% | FT%  | RPG | APG | SPG | BPG | PPG  |
| ------- | ------------ | -- | ----- | ---- | --- | ---- | --- | --- | --- | --- | ---- |
| 2022–23 | 臺南台鋼獵鷹 | 25 | 34:41 | 46.5 | 35  | 67.5 | 12  | 3.3 | 0.3 | 1.5 | 21.8 |
| 2023–24 | 臺南台鋼獵鷹 | 1  | 12:40 | 0.0  | 0.0 | 0.0  | 4.0 | 0.0 | 0.0 | 0.0 | 0.0  |

季後賽
| 賽季 | 球隊         | GP | MPG   | 2P%  | 3P%  | FT%  | RPG  | APG | SPG | BPG | PPG  |
| ---- | ------------ | -- | ----- | ---- | ---- | ---- | ---- | --- | --- | --- | ---- |
| 2023 | 臺南台鋼獵鷹 | 5  | 35:25 | 58.3 | 47.6 | 81.8 | 10.8 | 2.4 | 0.2 | 1.2 | 24.2 |

總冠軍賽
| 賽季 | 球隊         | GP | MPG   | 2P%  | 3P%  | FT%  | RPG | APG | SPG | BPG | PPG  |
| ---- | ------------ | -- | ----- | ---- | ---- | ---- | --- | --- | --- | --- | ---- |
| 2023 | 臺南台鋼獵鷹 | 3  | 37:15 | 38.8 | 35.7 | 72.2 | 11  | 4.3 | 1   | 1.7 | 20.3 |

## 外部連結
- 羅伯特·厄普肖的Instagram帳戶
- 羅伯特·厄普肖在fiba.basketball（英语）
- 羅伯特·厄普肖在NBA G聯盟官網（英语）
- 羅伯特·厄普肖在歐洲籃球聯賽官網（英语）
- 羅伯特·厄普肖在西班牙篮球甲级联赛官網（球員）（西班牙语）
- 羅伯特·厄普肖在TBLStat.net（英语）
- 羅伯特·厄普肖在VTB聯賽官網（英语）
- 羅伯特·厄普肖在俄羅斯籃球協會官網（俄语）
- 羅伯特·厄普肖在台灣職業籃球大聯盟官網
- 羅伯特·厄普肖在Basketball-Reference.com（NBA）（英语）
- 羅伯特·厄普肖在Basketball-Reference.com（NBA G聯盟）（英语）
- 羅伯特·厄普肖在Basketball-Reference.com（國際）（英语）
- 羅伯特·厄普肖在Basketball-Reference.com（國際）（英语）
- 羅伯特·厄普肖在Sports-Reference.com（NCAA）（英语）
- 羅伯特·厄普肖在Eurobasket.com（球員）（英语）
- 羅伯特·厄普肖在Proballers（英语）
- 羅伯特·厄普肖在RealGM（球員）（英语）
- 羅伯特·厄普肖在Flashscore（英语）